# JNode
JNode（Java new sperating system design effort）は、Javaプラットフォームのオペレーティングシステムを開発するオープンソースプロジェクトである。ブート部分でアセンブリ言語を使っている以外は、全てJavaで書くというユニークな方針を採用している。Javaコンパイラは通常実行時コンパイラだが、このプロジェクトではJavaコードからネイティブのバイナリを生成する。このため、ほとんど全体をJavaで書くことができている。
1995年、Ewout Prangsmaが Java Bootable System (JBS) としてプロジェクトを開始した。しかし、C言語とアセンブリ言語の使用量の多さに失望し、JBS2という新たなプロジェクトを開始した。JNodeは三世代目の試みであり、2003年に開始された。JNode では Java とアセンブリ言語しか使っていない。現在、システムはファイルシステムとして ext2・FAT・NTFS・ISO 9660 をサポートし、TCP/IPが実装され、GUIが動作し、USB機器を利用可能となっている。JNodeはCD-ROMからブート可能で、各種エミュレータ上でも動作する。JNodeでは、クラスライブラリとしてGNU Classpathを使っており、（完成すれば）あらゆるJavaプログラムを実行できる予定である。
自由ソフトウェアであり、GNU Lesser General Public License (LGPL) でライセンスされている。